# Bandera de plegaria

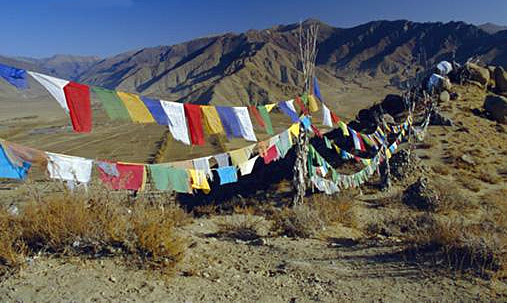
Banderas de plegaria estilo lungta colgando en un paso montañoso en Nepal.

Una bandera de plegaria es un trozo de tela rectangular de colores, a menudo enarbolado en pasos montañosos y picos en los Himalayas. Aunque en otras ramas del budismo no se las utiliza, se cree que las banderas de plegaria se remontan al credo Bön, que prevaleció en el Tíbet antes del budismo. Tradicionalmente son impresas utilizando tipos de madera que poseen textos e imágenes.

## Historia

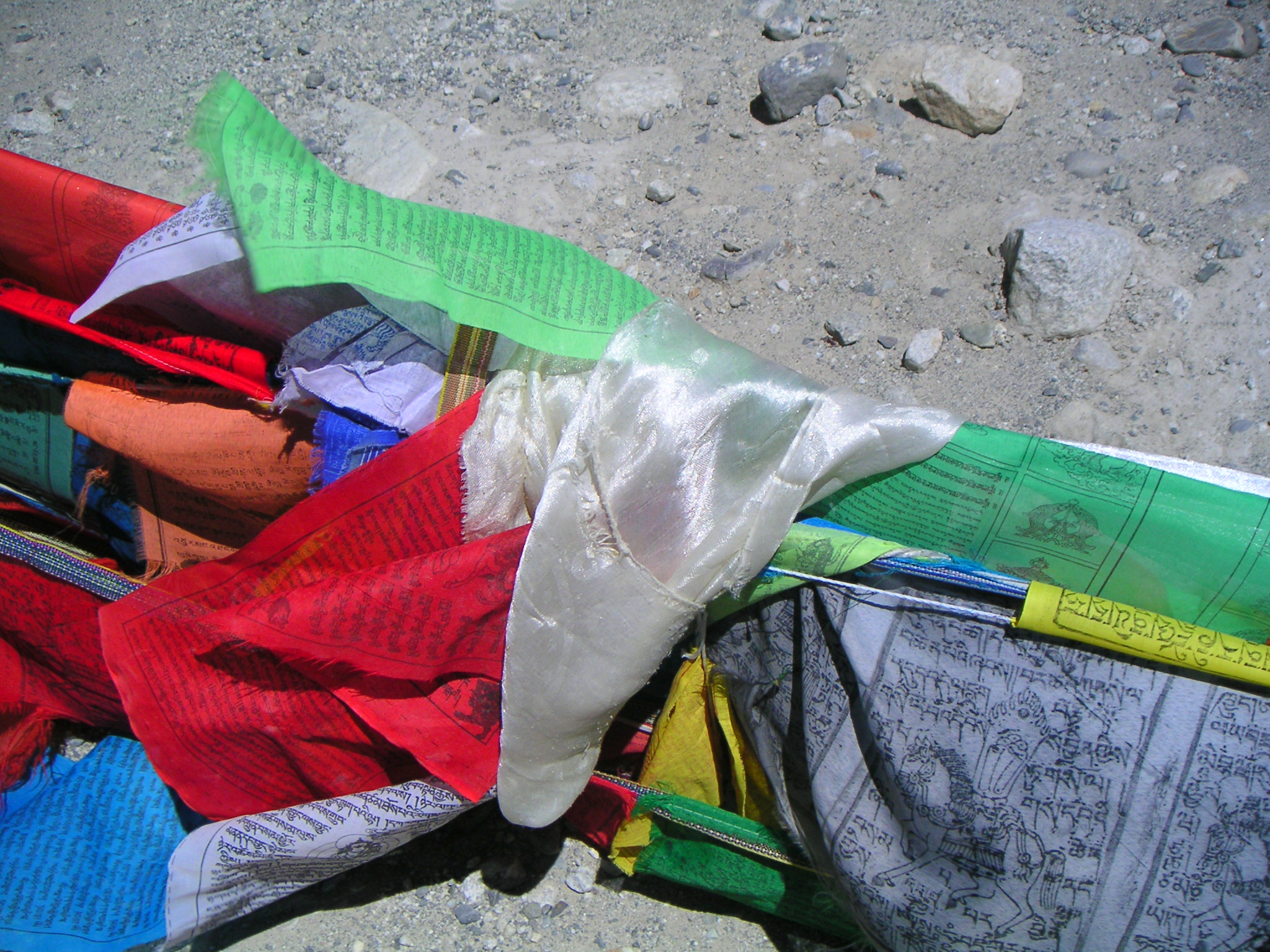
Vista cercana de un atado de banderas de plegaria, ubicado cerca del lado tibetano del Monte Everest.

Los sutras budistas hindúes, escritos sobre tela en la India, fueron transmitidos a otros puntos del mundo. Estos sutras, escritos sobre carteles, fueron el origen de las banderas de plegarias. La leyenda asigna el origen de la bandera de plegaria al Buda Shakyamuni, cuyas plegarias fueron escritas sobre las banderas de batalla utilizadas por los devas contra sus adversarios, los asuras. La leyenda le podría haber brindado a los bhikku indios una razón para portar la banderola 'celestial' como una forma de demostrar su compromiso con ahimsa.
Este conocimiento fue llevado al Tíbet hacia el año 800, y las banderas se comenzaron a utilizar hacia el año 1040, sufriendo algunas transformaciones con posterioridad. El monje indio Atisha (980-1054) introdujo la práctica india de imprimir banderas de plegaria al Tíbet y Nepal.

## EstilosLungtayDarchor

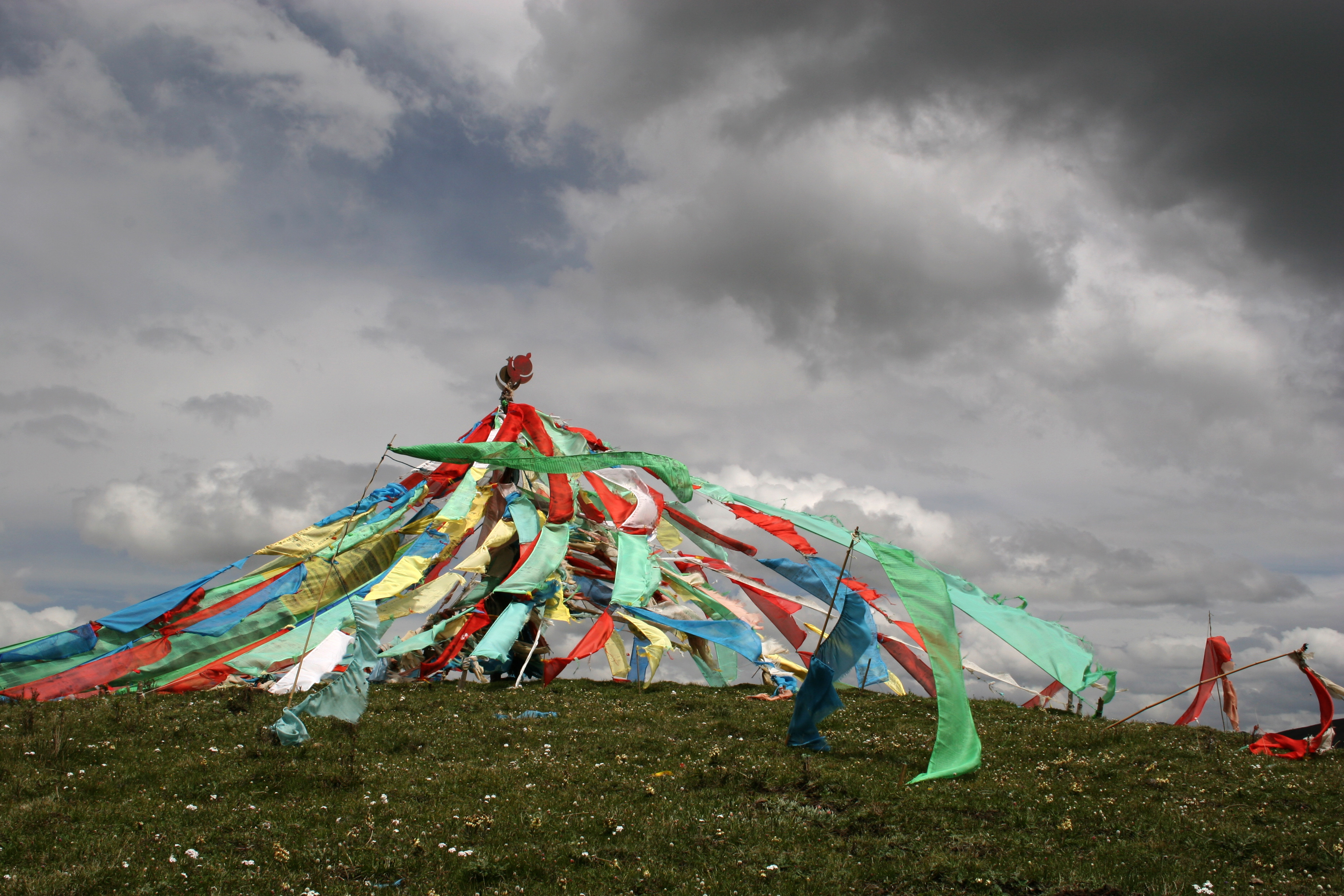
Banderas de plegaria en las montañas Qilian, China

Hay dos tipos de banderas de plegaria: las de tipo horizontal, denominadas lung ta (que significa "caballo de viento") en tibetano, y las verticales denominadas darchor. "Dar" significa "para aumentar la vida, fortuna, salud y dinero", "cho" significa "todos los seres sensibles".
Las banderas de plegaria lung ta (horizontales) poseen una forma rectangular o cuadrada y se encuentran unidas a lo largo de su borde superior a una larga soga. Por lo general son colgadas en una línea diagonal de lo alto a lo bajo entre dos objetos (por ejemplo, una roca y la punta de un mástil) en sitios elevados tales como arriba de templos, monasterios, estupas o pasos en las montañas. 
Las banderas de plegaria darchor (verticales) son por lo general un gran rectángulo solo que se adosa a un mástil a lo largo de su lado más largo. Por lo general las darchor se plantan en el terreno, montañas, montículo de piedras o en techos se encuentran relacionadas tanto en un plano iconográfico como simbólico con el Dhvaja.

## Color y orden

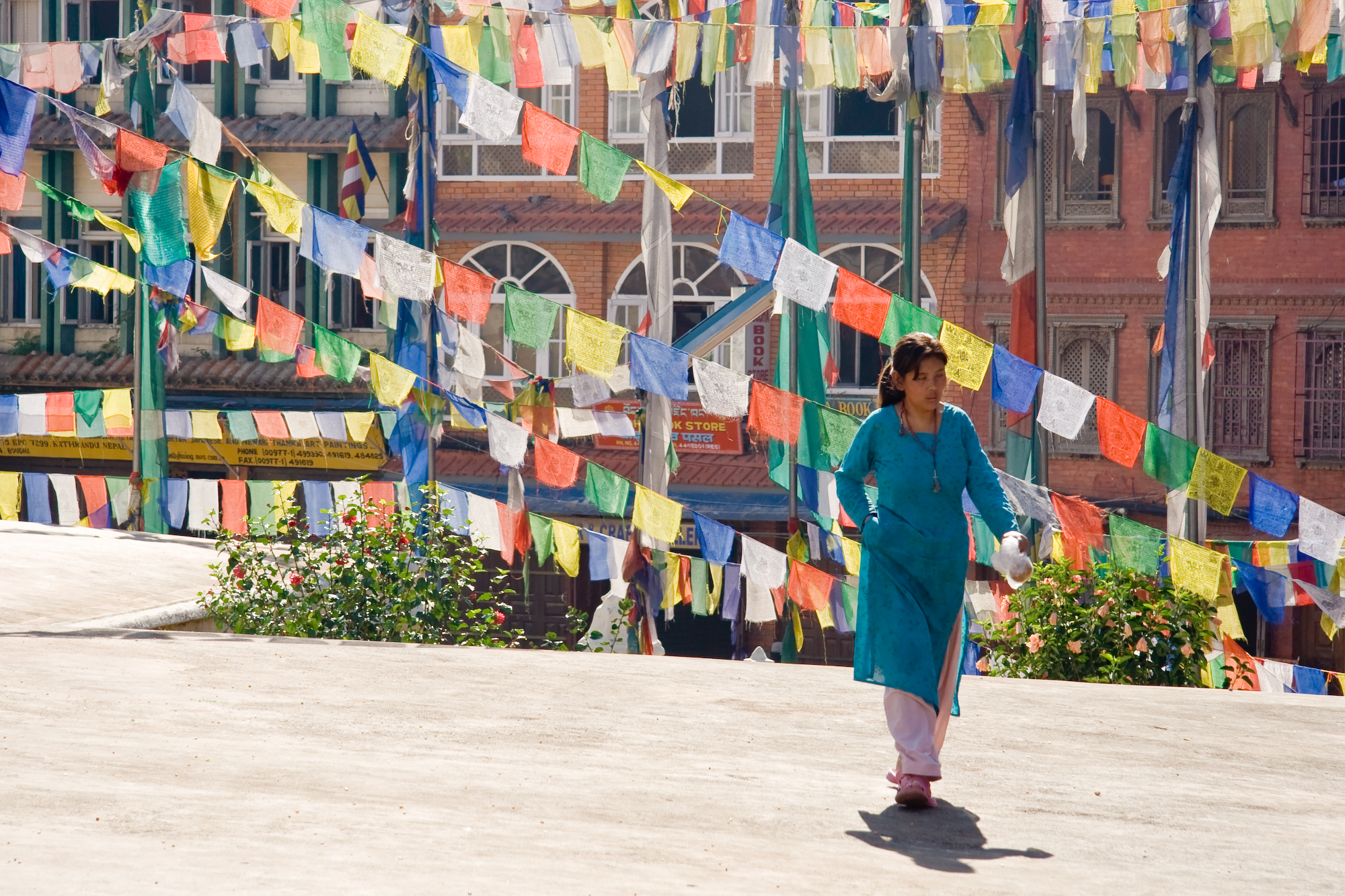
Banderas de plegaria en Katmandú, Nepal.

Tradicionalmente, las banderas se encuentran en grupos de cinco, una de cada uno de los cinco colores elegidos. Los cinco colores representan los elementos en la cosmogonía tibetana, y las Five Pure Lights y se encuentran ordenadas de izquierda a derecha en un orden específico. Distintos elementos se encuentran asociados con diferentes colores en tradiciones especifícas, propósitos y sadhana:  
- Azul (simbolizando cielo/espacio)
- Blanco (simbolizando el agua)
- Rojo (simbolizando fuego)
- Verde (simbolizando el aire)
- Amarillo (simbolizando la tierra)[1]

## Símbolos y plegarias

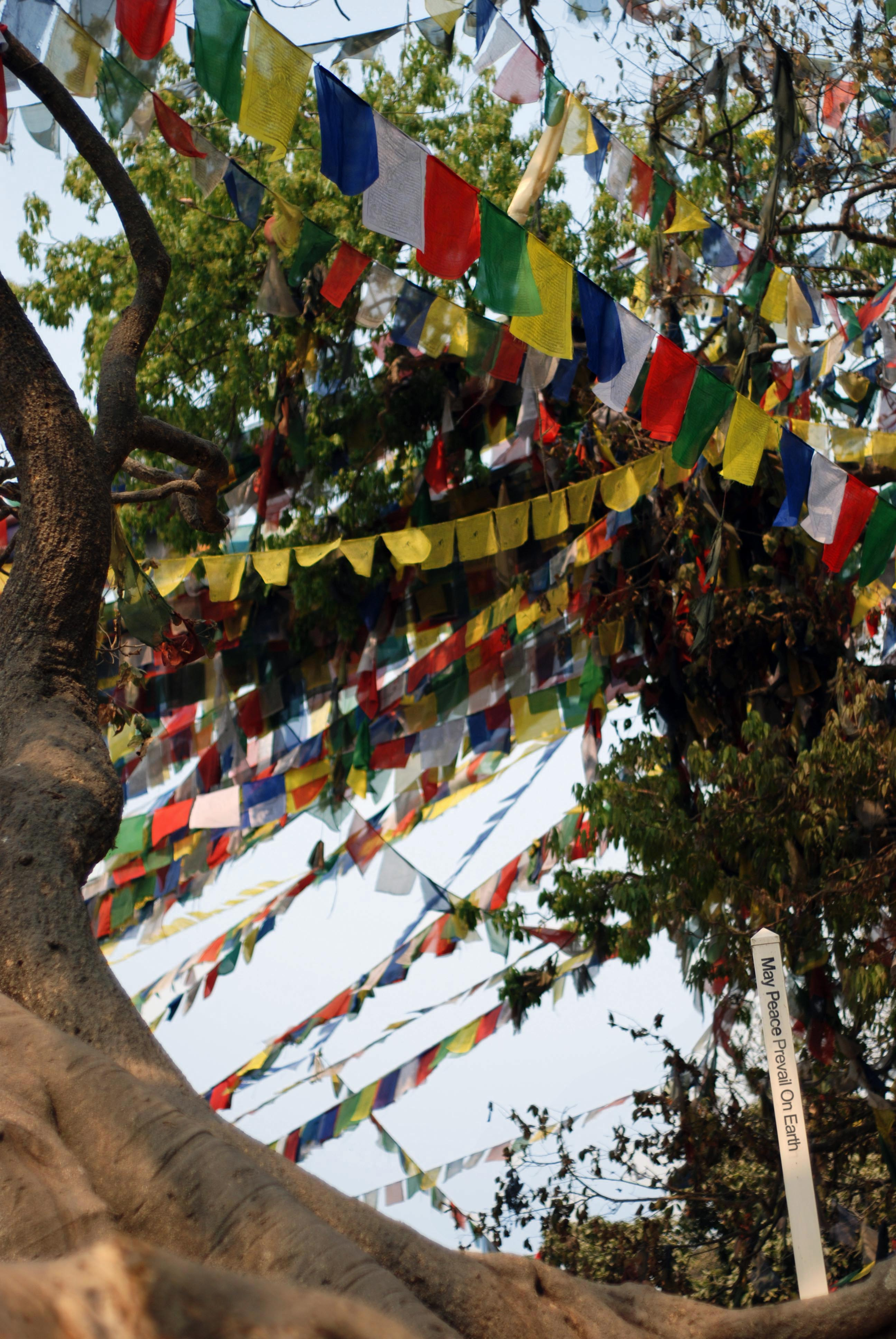
Banderas de plegaria en Swayambunath, Katmandú.

En el centro de una bandera de plegaria generalmente se encuentra un "lung ta" (caballo poderoso o fuerte) que lleva tres joyas llameantes (específicamente ratna) en su lomo. El ta es un símbolo de velocidad y de la transformación de la mala suerte en buena suerte. Las tres joyas llameantes simbolizan a Buda, el Dharma (enseñanzas budistas), y el Sangha (comunidad budista), los tres vértices de la tradición filosófica tibetana.
Rodeando el lung ta se presentan distintas versiones de unos 400 mantras tradicionales (invocaciones rituales poderosas), cada uno dedicado a una deidad particular (en el esquema tibetano, las deidades no son tanto dioses sino "aspectos de lo divino" que se manifiestan en cada parte de todo el universo no-dual, incluidas las personas individuales). Estos escritos incluyen mantras de tres de los grandes bodhisattvas budistas: Padmasambhava (Gurú Rinpoche), Avalokiteśvara (Chenrezig, el bodhisattva de la compasión, y el patrono del pueblo tibetano), y Manjusri. 